# Ny-Ålesund

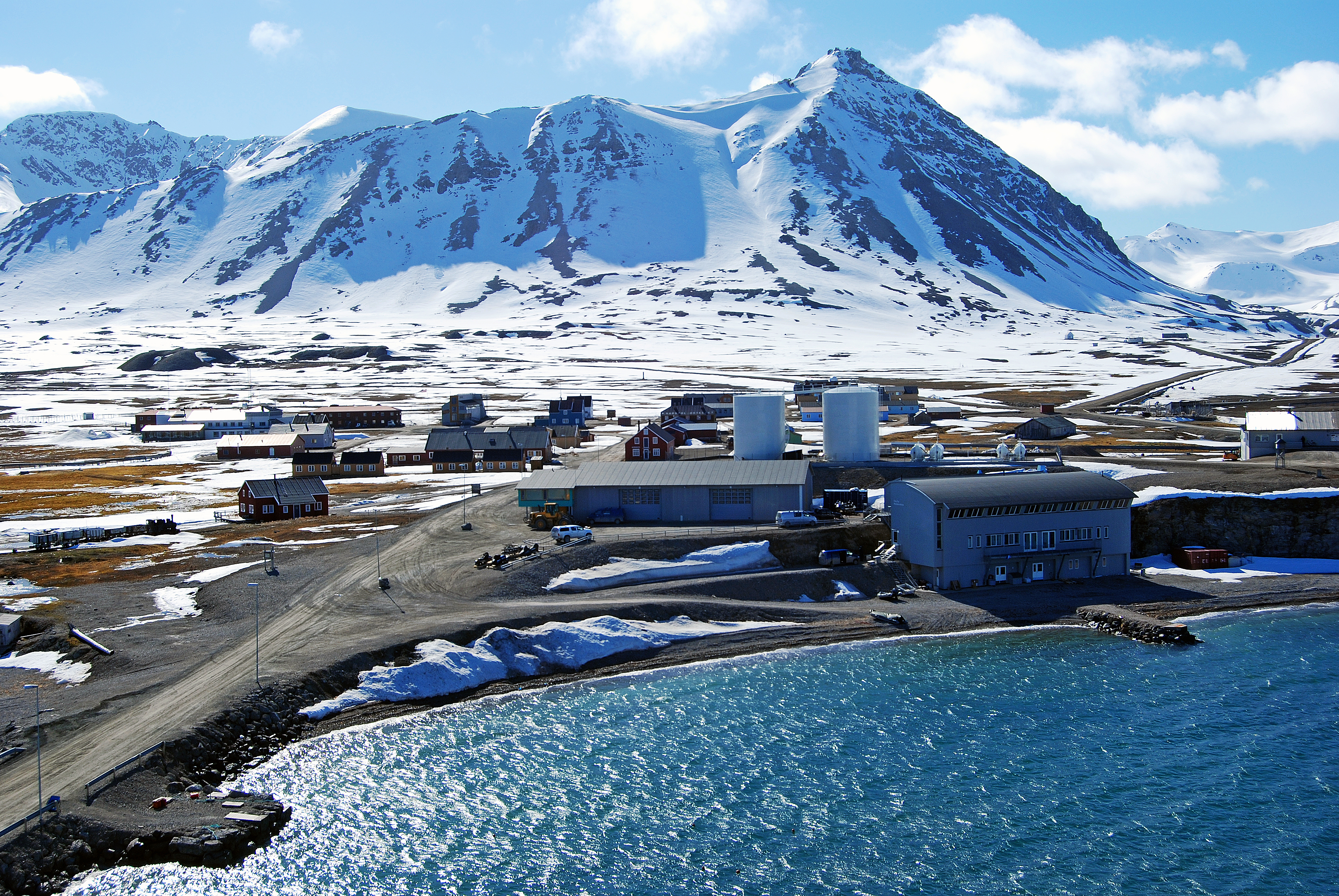
Ny-Ålesund, juni 2013, från hamnen söderut mot Zeppelinfjellet. I förgrunden till höger Kings Bay Marinlaboratorium

Ny-Ålesund är en tidigare gruvort och nuvarande forskningsby på Svalbard. Samhället ligger på Brøggerhalvøya vid Kongsfjorden på västra Spetsbergen. Där bor 35 personer året om, och ett drygt hundratal fler under sommarhalvåret. All mark och så gott som alla hus och anläggningar ägs och sköts av det statliga bolaget Kings Bay AS.

## Klimat
På grund av Golfströmmen är klimatet förhållandevis milt trots det nordliga läget. Medeltemperaturen på vintern är cirka -14 °C och på sommaren är den cirka +5 °C. Isklassade fartyg kan nå samhället större delen av året, och vanliga båtar kan anlöpa sommartid.

## Historik

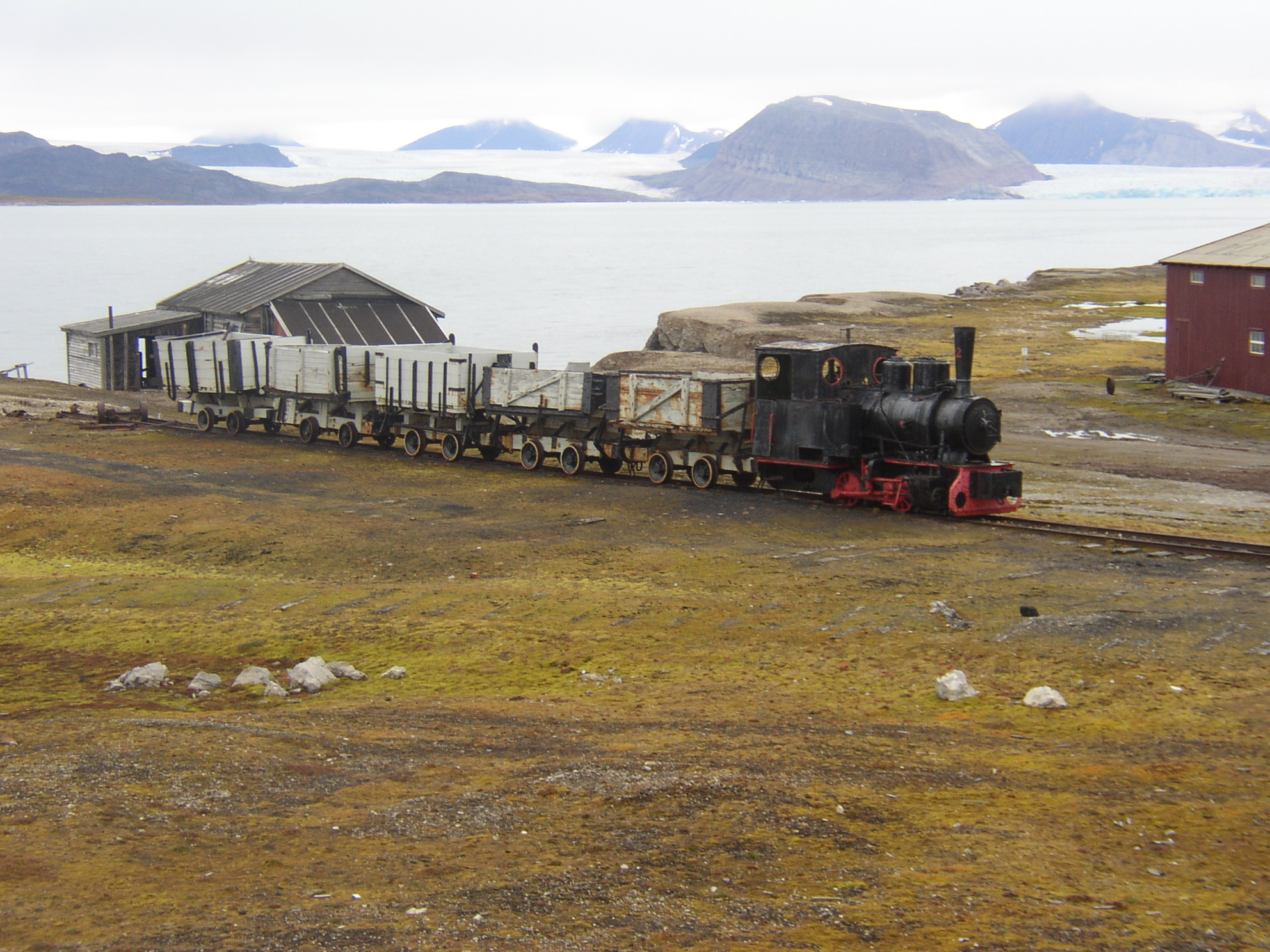
Ett nätverk av smalspåriga järnvägar fraktade kol från gruvorna till utskeppningskajen.

Den engelske valfångstmannen Jonas Poole, som anses vara den första som besökt området, fann bitar av kol vid Kongsfjorden 1610. I början av 1900-talet upptäcktes andra kolfyndigheter. Erling Einar Angell Thiis erbjöd 1916 Ålesunds styrande att ta över Green Harbour Coal Companys kolflötsar vid Kongsfjorden, vilket ledde till en kontakt med Peter S. Brandal. Denne ägde vid denna tid tillsammans med Trygve Klausen, Michael Knutsen och Trygve Jervell företaget AS Ishavet. Samma sommar åkte Brandal och Knutsen till Kongsfjorden med en arbetsstyrka på 60 man för att kartlägga fyndigheterna och påbörja försöksdrift. De återvände med 300 ton kol. I december 1916 bildade Peter S. Brandal, Trygve Klausen, Michael Knutsen och Trygve Jervell Kings Bay Kull Company och övertog koncessionen för 250 000 norska kronor. Redan våren 1918 sålde Trygve Jervell sina aktier till de tre andra ägarna. 
Anläggning av gruvan och orten påbörjades 1917. Allt måste byggas upp från grunden, såsom gruvor, järnvägsspår för att frakta kolet från gruvorna till kajen, verkstäder och bostäder. Den första vintern övervintrade 62 personer på Spetsbergen. Agnesgruvan var den första gruvan som öppnades, och sommaren därpå  öppnades gruvan Advokaten. Den första säsongen utskeppades 15 000 ton kol.
Kings Bay Kull Company hade ekonomiska problem under 1920-talet, och driften upphörde 1926. I maj 1929 tillsatte det norska Handelsdepartementet en kommission, som skulle göra en bedömning av den norska statens intresse av kolbrytning i Svalbard. Detta ledde till en permanent nedläggning samma år i Ny-Ålesund och en koncentration av norsk kolbrytning till området vid Longyearbyen. År 1933 övertog den norska staten alla aktier i Kings Bay Kull Company, och under 1930-talet utnyttjades samhället som bas för fiske och så småningom för turism från kryssningsfartyg. Under andra världskriget evakuerades samhället och gruvinfrastruktur förstördes för att hindra tyskarna att bryta kol. År 1945 återupptogs kolbrytningen i Ny-Ålesund, och den pågick till november 1962. Då inträffade en olycka, varvid 21 personer omkom. Gruvan stängdes efter olyckan, som ledde till att den norska regeringen under Einar Gerhardsen tvingades avgå efter en förtroendeomröstning i Stortinget om regeringens ansvar. 
Därefter började en utveckling mot att etablera Ny-Ålesund som en bas för internationell polarforskning. Det statligt ägda gruvbolagets namn ändrades 1998 till Kings Bay A/S. Bolaget har vintertid drygt 20 anställda på plats i Ny-Ålesund.
I Ny-Ålesund finns numera permanenta forskningsstationer från Norge (bland andra Sverdrupstationen), Kina, Japan, Nederländerna, Indien, Sydkorea, Frankrike, Storbritannien, Italien och Tyskland. Under sommarmånaderna kan antalet tillfälligt boende forskare överstiga 100. 
Ny-Ålesund var under 1920-talet startplats för flera arktiska expeditioner och räddningsexpeditioner, som till exempel Roald Amundsens färd med luftskeppet Norge 1926 och Umberto Nobiles färd året efter med luftskeppet Italia. Den förtöjningsmast som användes står fortfarande kvar, men luftskeppshangaren är riven.

## Bildgalleri

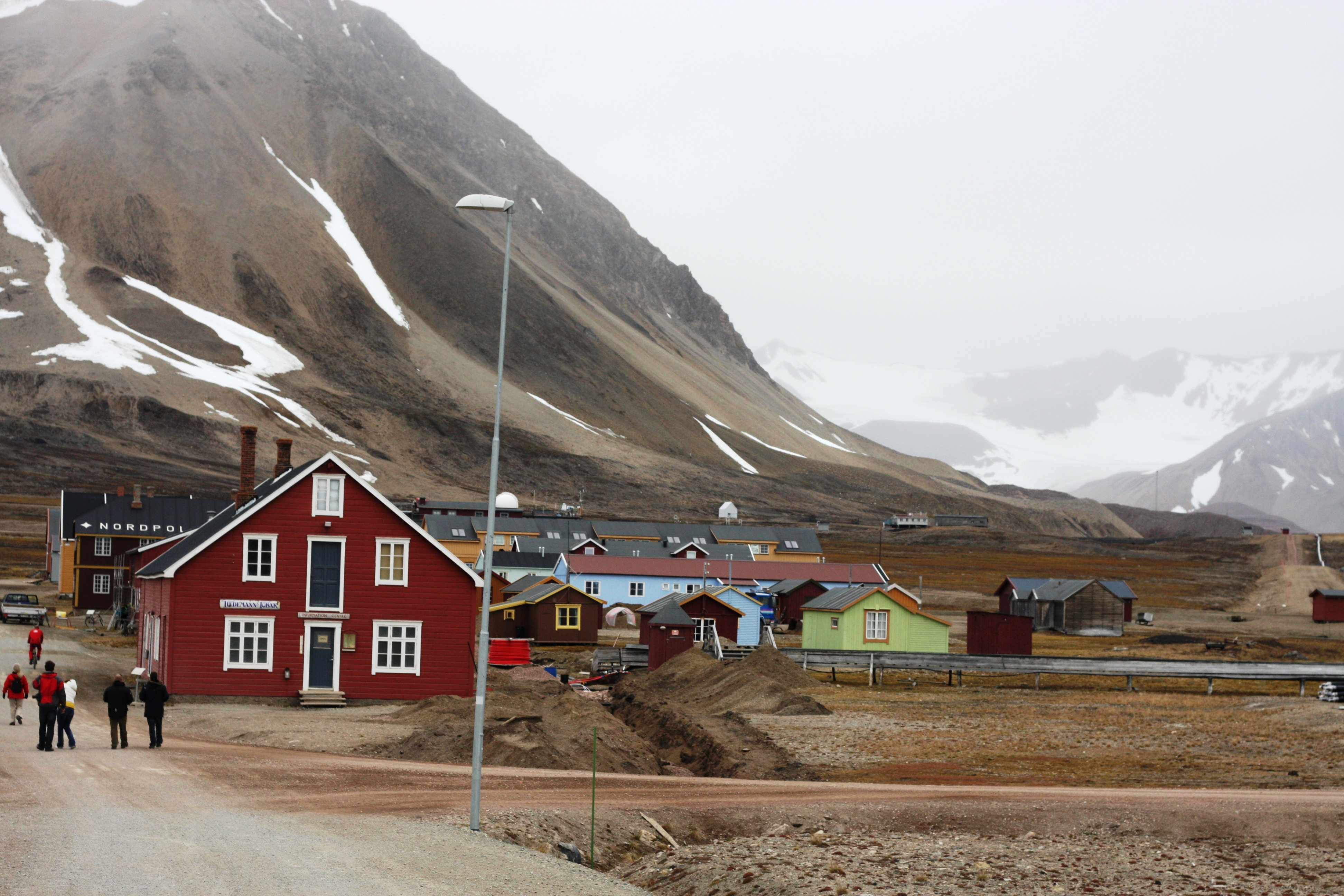
Huvudgatan med Ny-Ålesund By- och Gruvemuseum
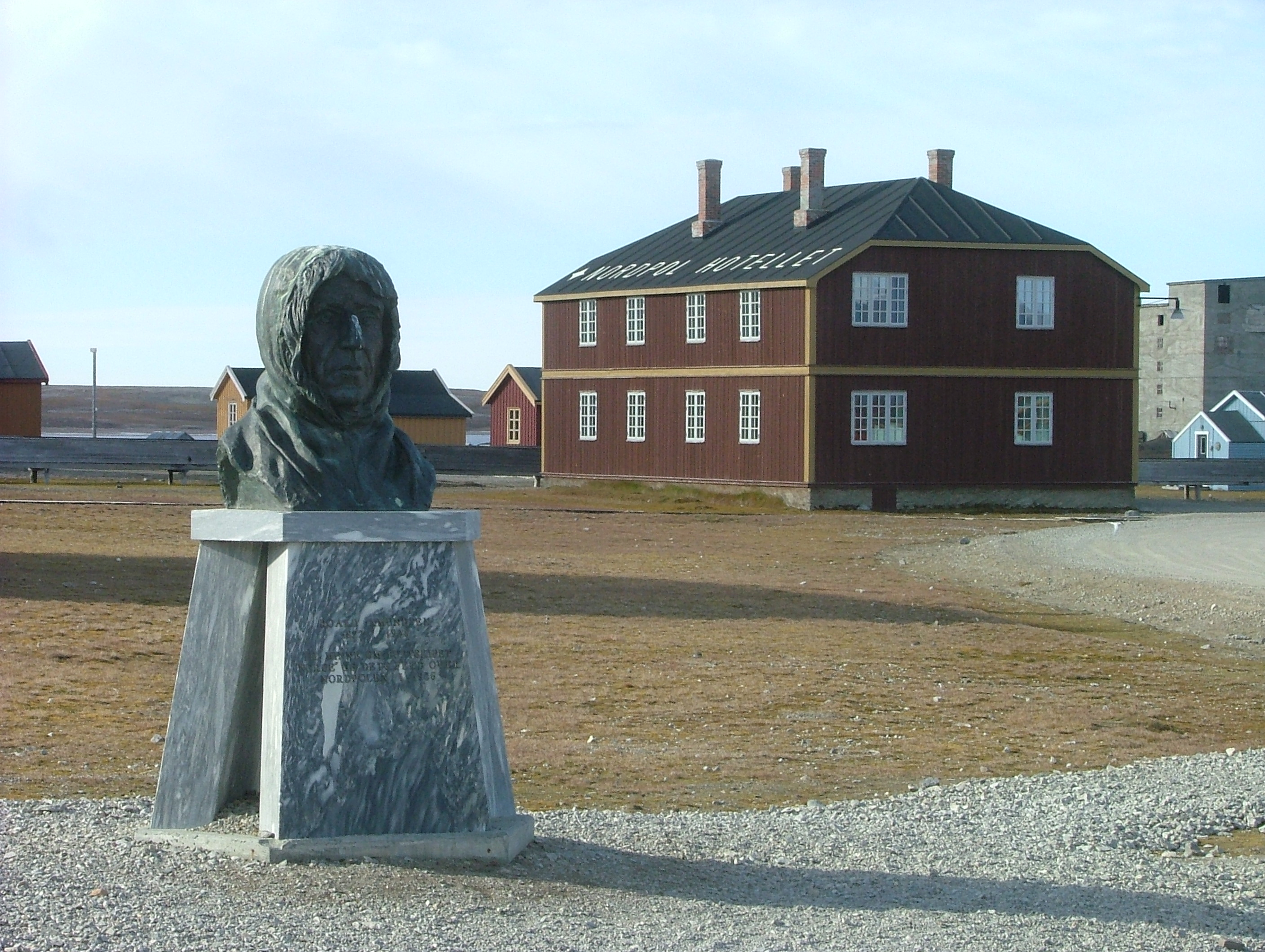
Nordpolhotellet och bysten av Roald Amundsen av Alonzo Victor Lewis
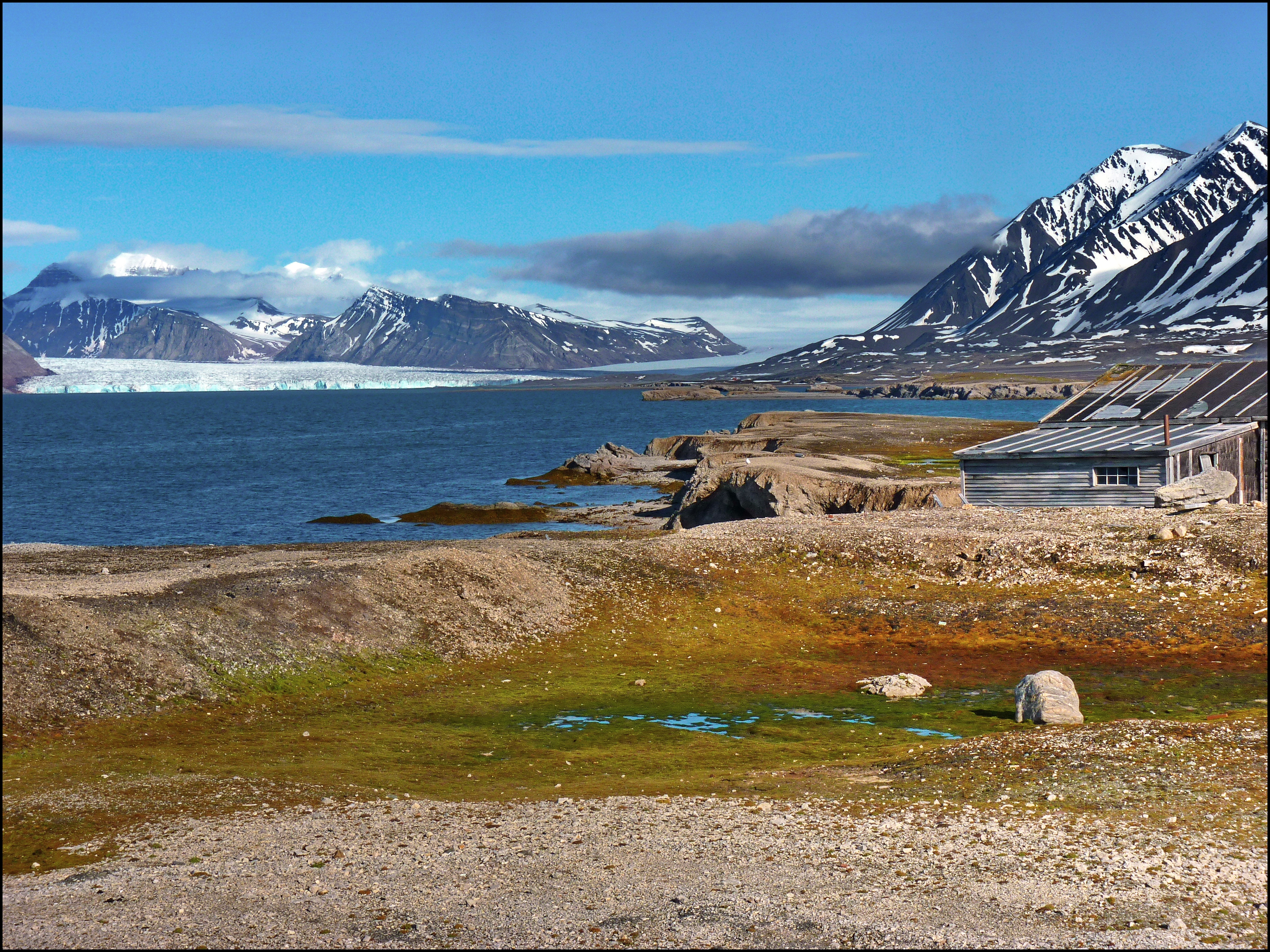
Vy över Kongsfjorden
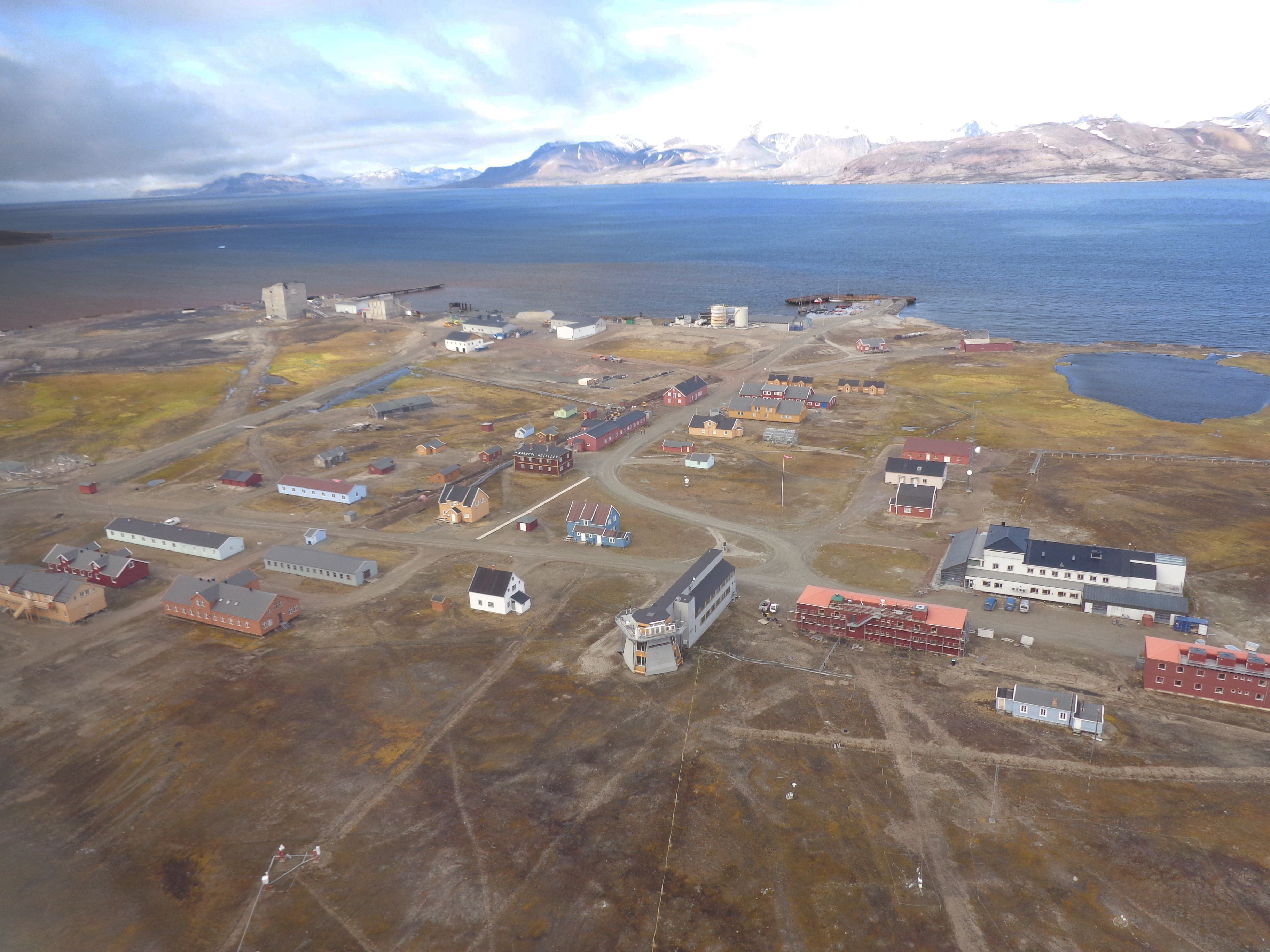
Flygbild mot norr
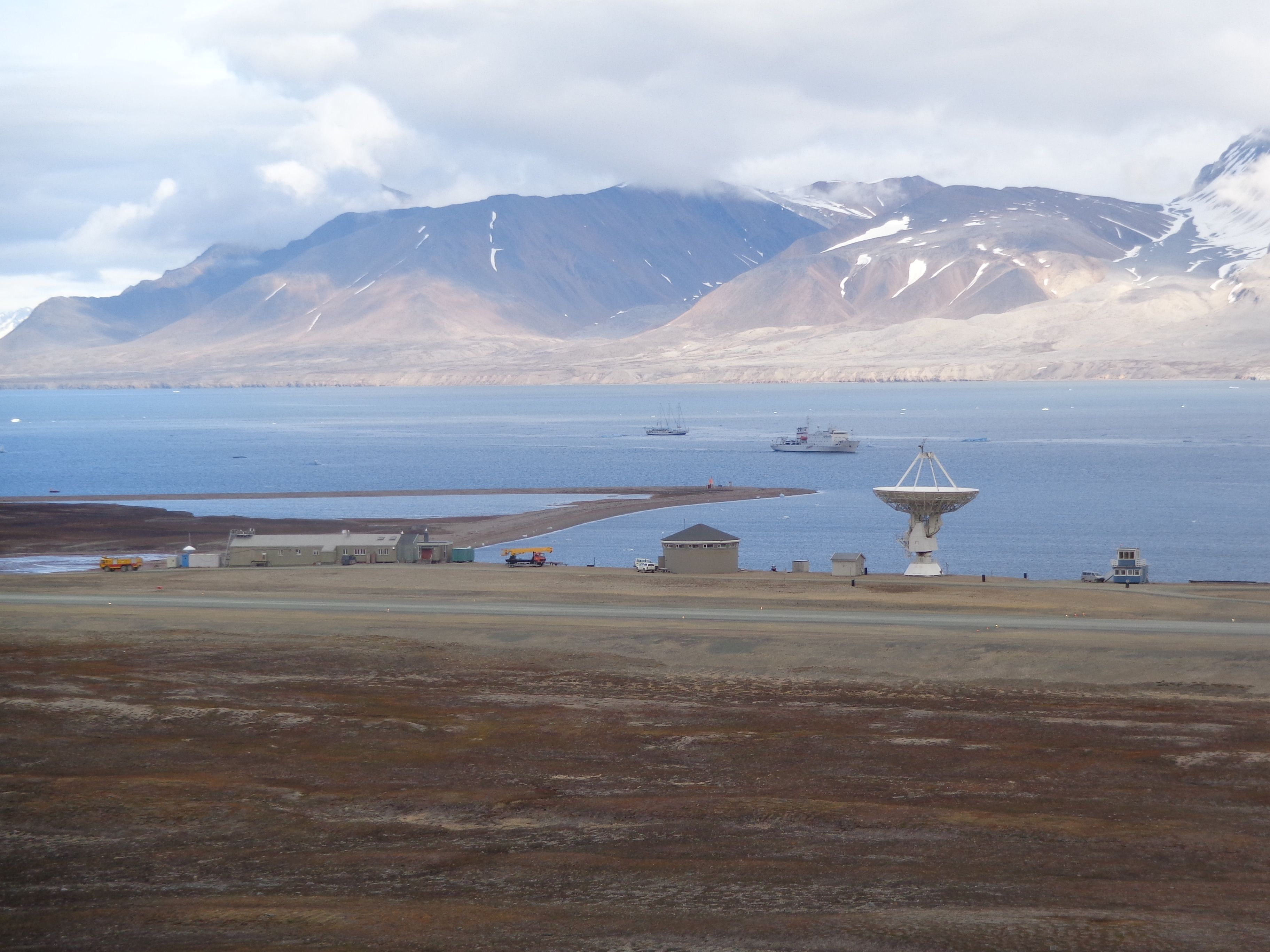
Flygplatsen Hamnerabben
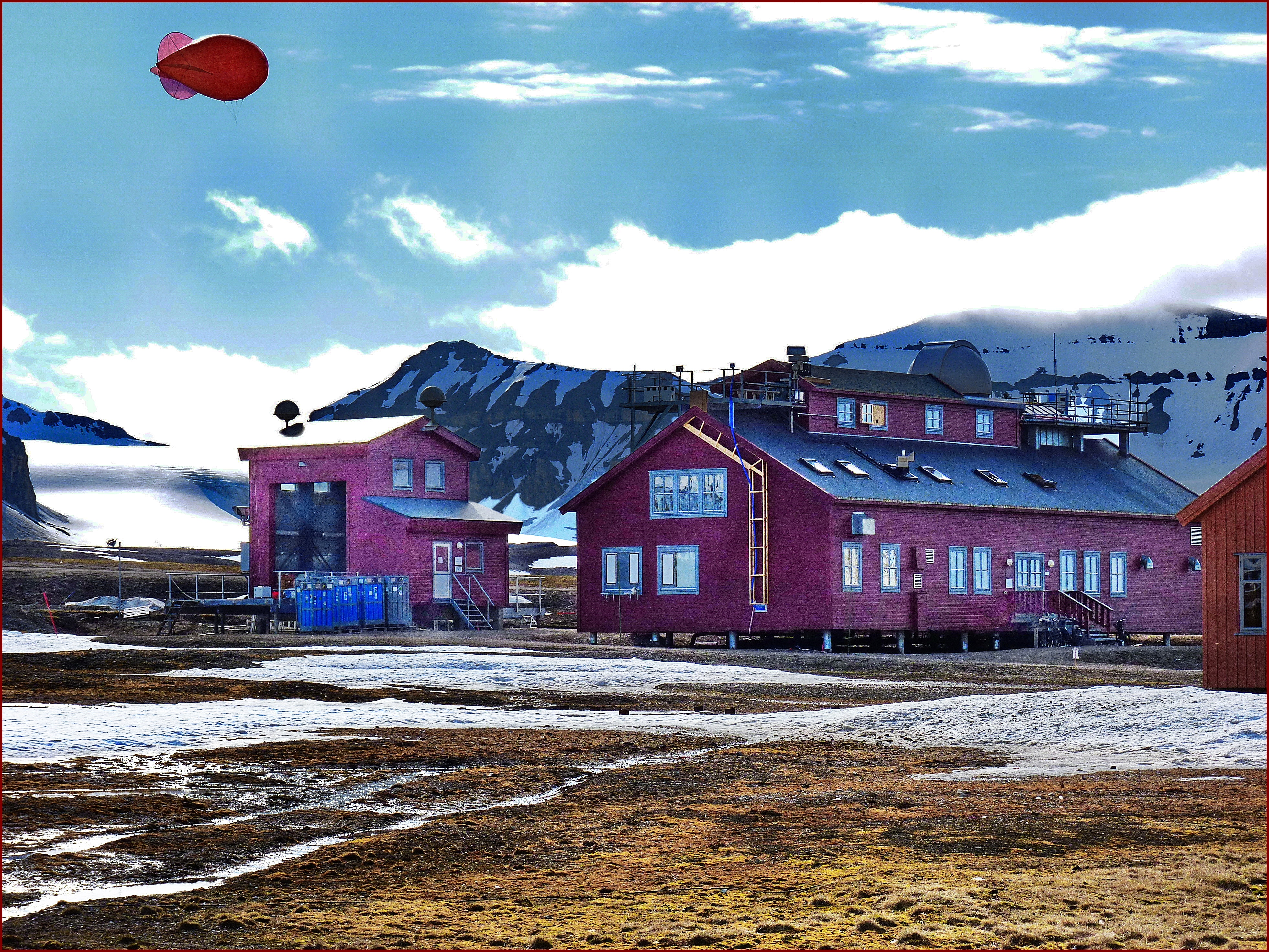
Atmosfärhuset och Ballonghuset
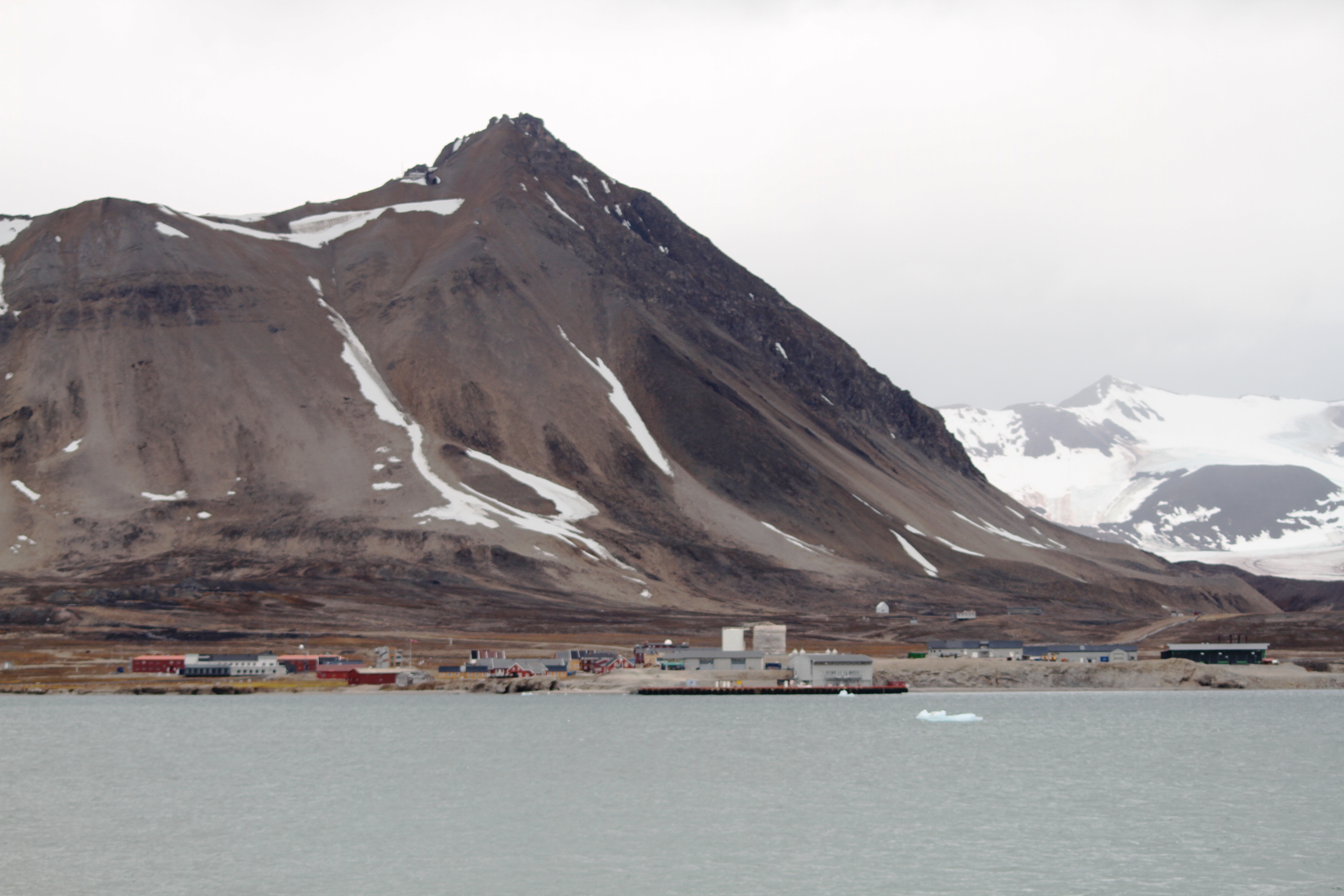
Zeppelinfjellet
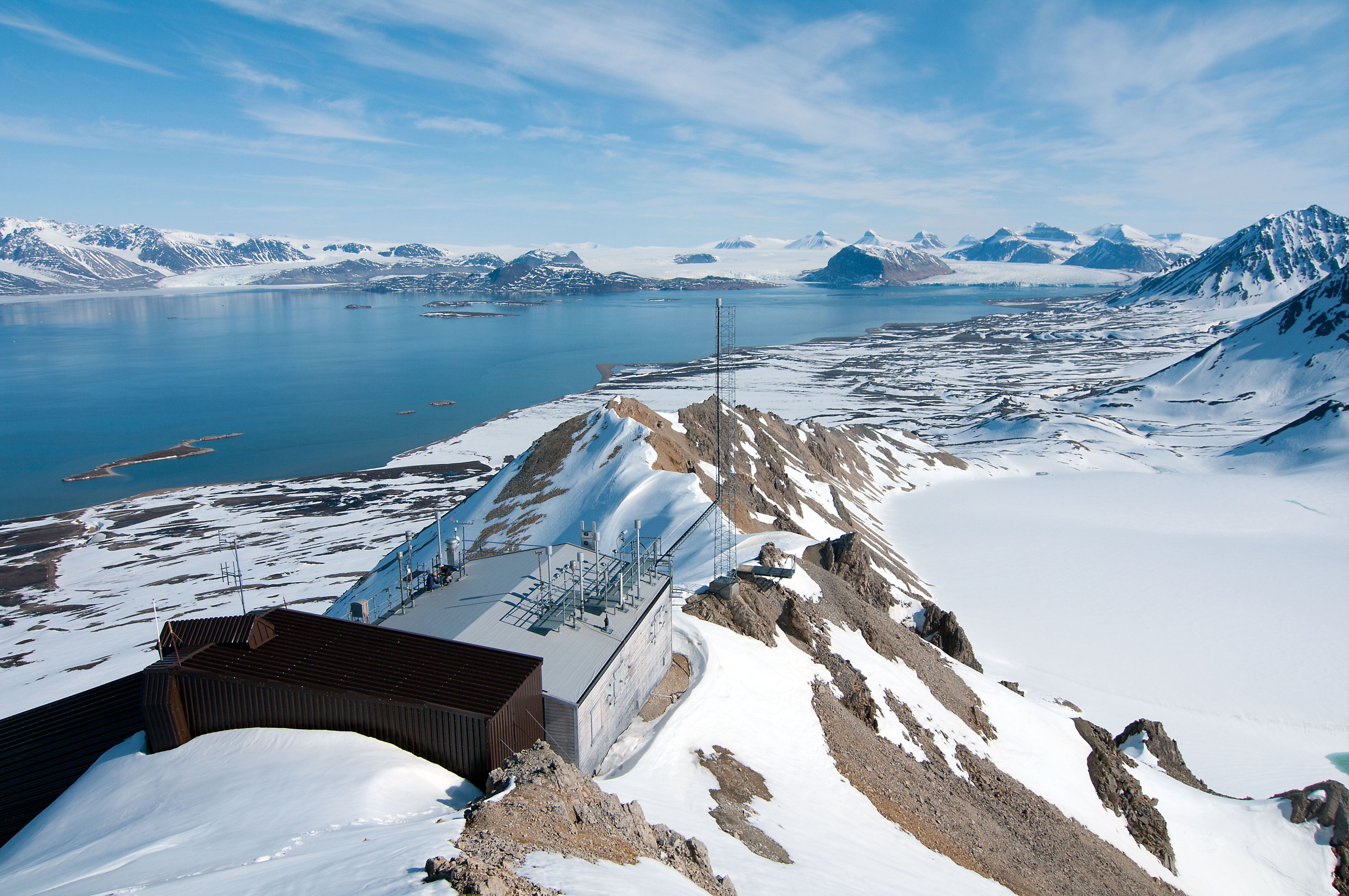
Utsikt från Zeppelinobservatoriet över Kongsfjorden
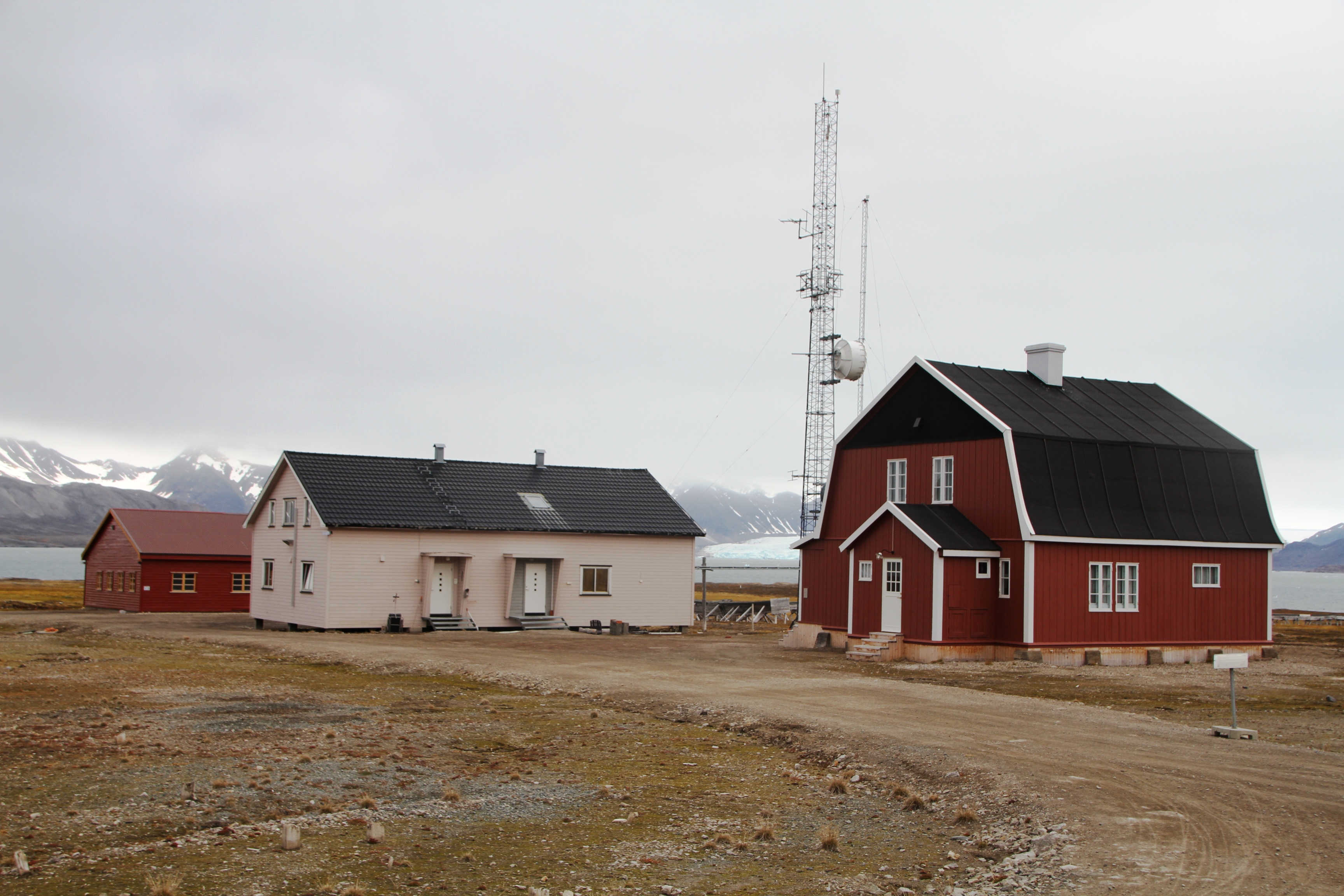
Amundsenhuset
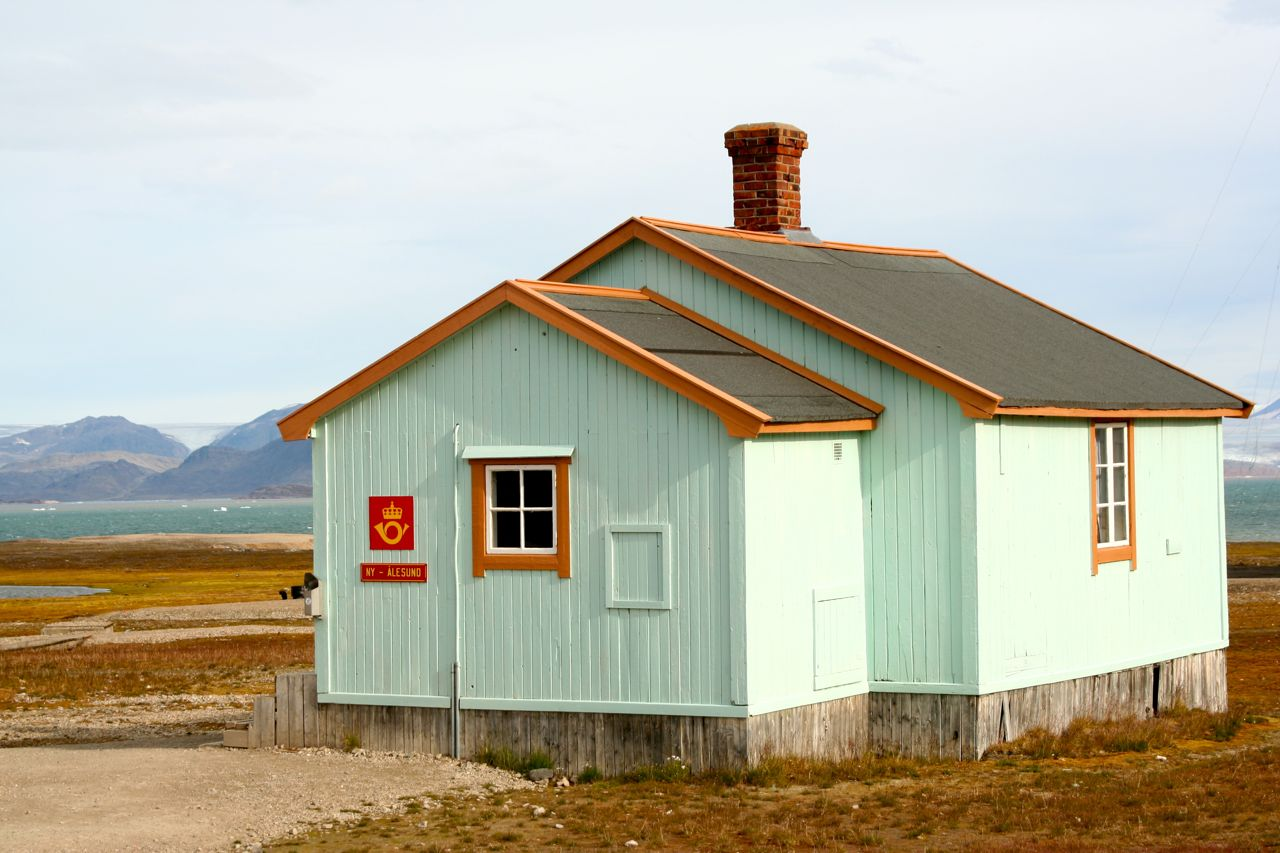
Postkontoret
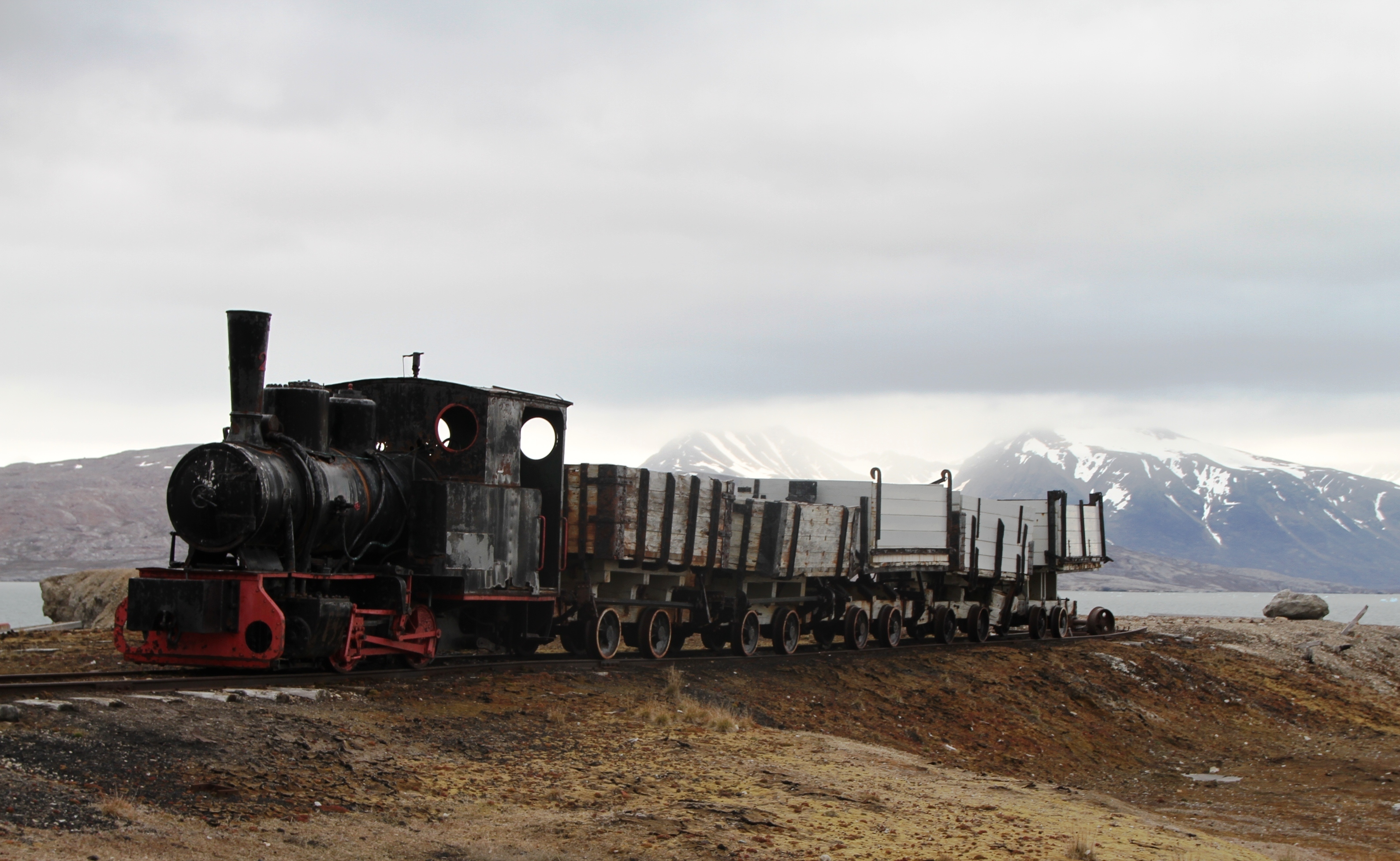
Lokomotivet "Toa", nummer två, byggt i Berlin 1909, importerat 1917
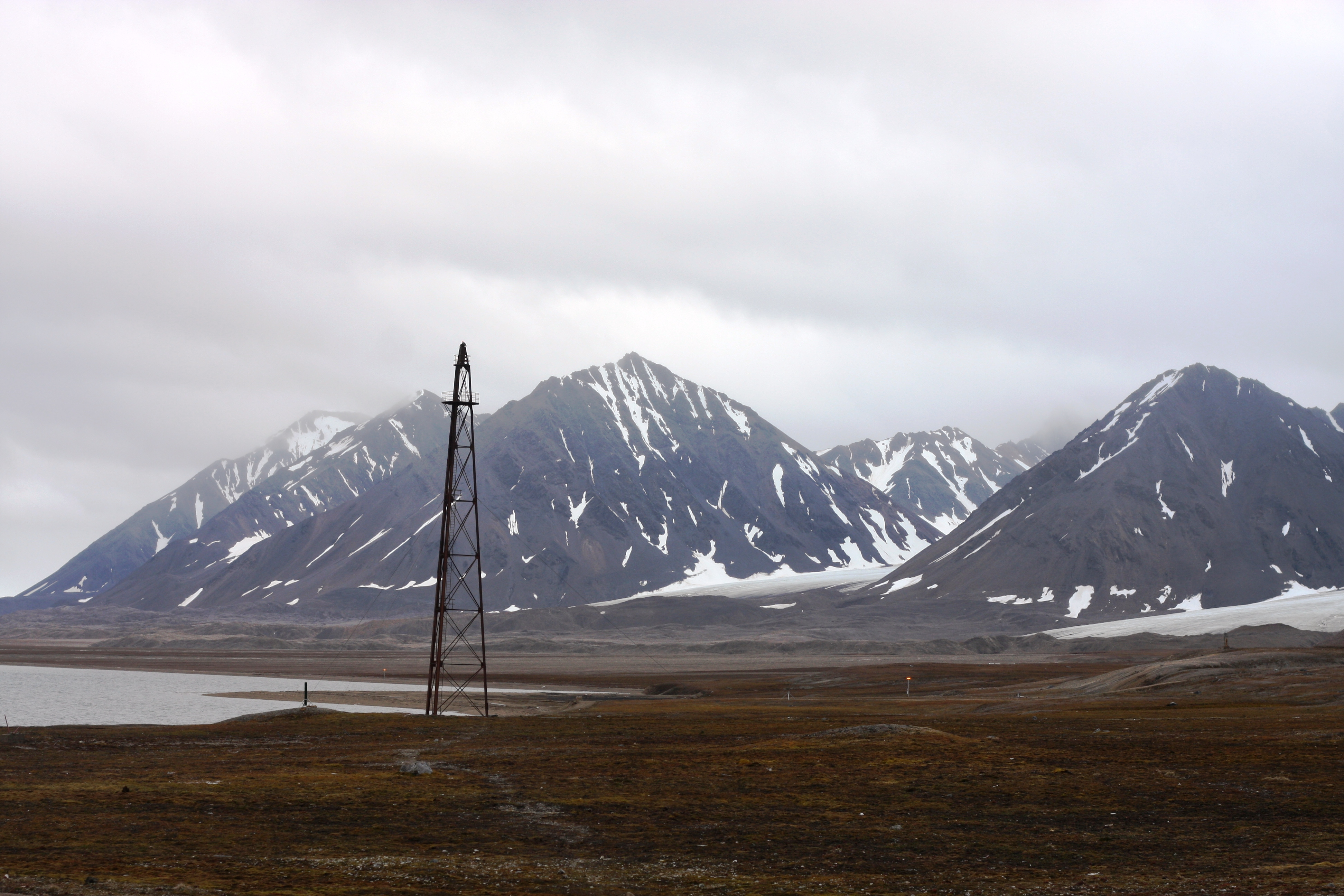
Förtöjningsmasten för luftskepp
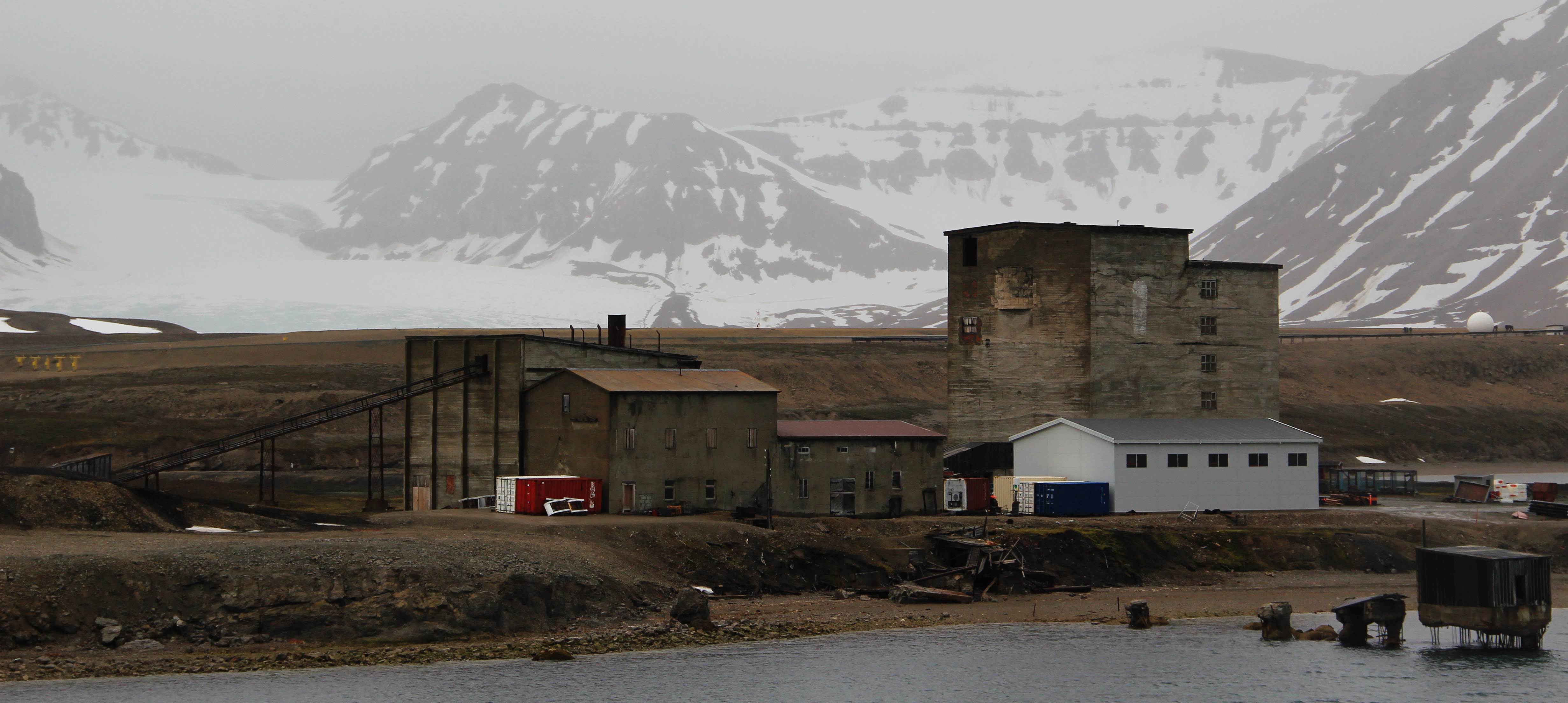
Det tidigare kolkraftverket i Ny-Ålesund
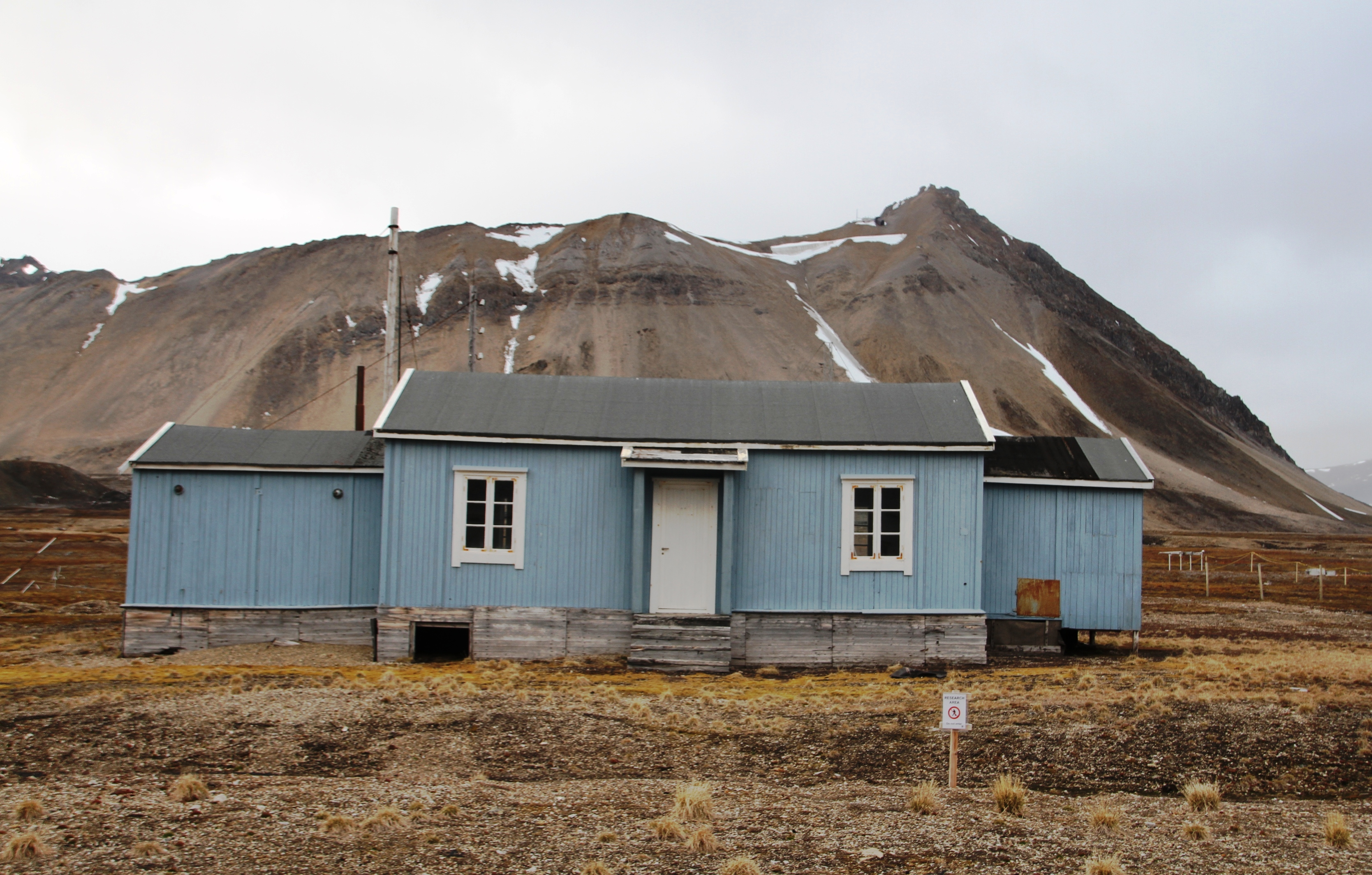
Gamle Telegrafen
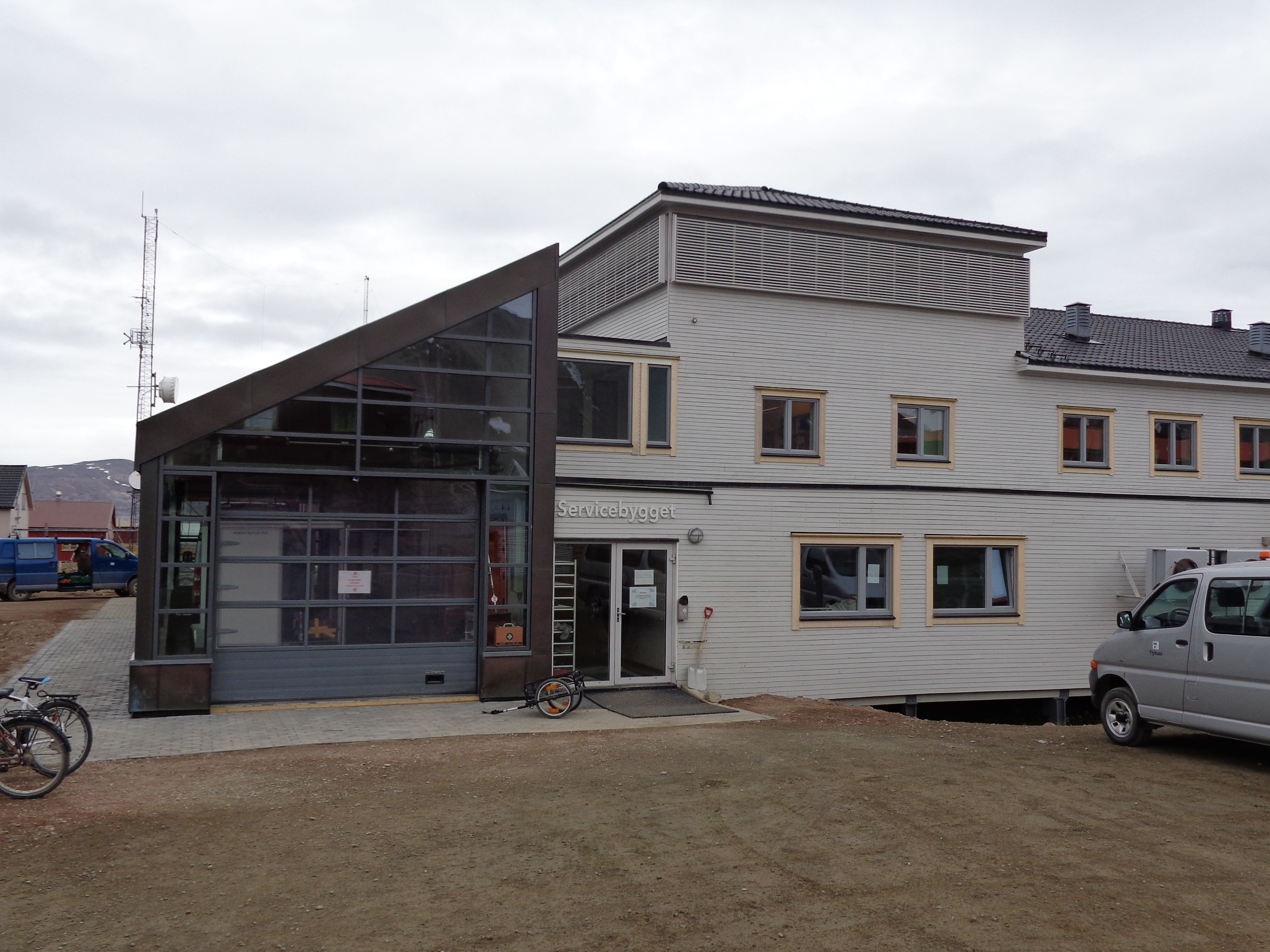
Kings Bay AS huvudkontor, Servicebyggnaden